# Eunidia pseudosocia
Eunidia pseudosocia là một loài bọ cánh cứng trong họ Cerambycidae.